# アクモリンスク州
アクモリンスク州（アクモリンスクしゅう、ロシア語: Акмолинская область）は、中央アジアに設置されたロシア帝国の州（オーブラスチ）の1つ。首都はアクモリンスク（現在のアスタナ）。

## 地理

アクモリンスク州の地図

州の領域は、現在のカザフスタン共和国のアクモラ州、パヴロダール州、北カザフスタン州、カラガンダ州、ロシア連邦のオムスク州の領域に相当し、アクモリンスク郡、コクチェタヴ郡、オムスク郡、ペトロパヴロフスク郡、アトバサル郡の5郡を管轄した。
トボリスク県、トゥルガイ州、セミパラチンスク州、シルダリヤ州に隣接した。

## 歴史
1882年から1917年まで、ステップ総督府の管轄下に置かれた。
1887年の統計では、総人口46万人のうち10万人がカザフ人で占められた。